# جزيرة الغربية (حجة)

تعديل مصدري - تعديل

جزيرة الغربية (الغراب) هي إحدى جزر مديرية ميدي التابعة لمحافظة حجة.